# Église San Girolamo
Pour les articles homonymes, voir Église San Girolamo (homonymie).
L'église San Girolamo est une église catholique de Venise, en Italie, consacrée à saint Jérôme.

## Localisation
L'église est située dans le sestiere de Cannaregio, le long du rio de San Girolamo.

## Historique
Un couvent avec un petit oratoire est fondé sur l'emplacement en 1375 par des nonnes augustiniennes provenant de Santa Maria degli Angeli à Murano, venues de Trévise, échappant à l'envahisseur hongrois du roi Lajos. Toujours au XIVe siècle, le couvent est agrandi et une église construite. Achevés en 1425, les bâtiments sont endommagés par le feu en 1456, puis reconstruitset agrandis.
L'actuelle église date de la reconstruction faite par Domenico Rossi au début du XVIIIe siècle, après un autre incendie qui se produit en 1705. La décoration intérieure est de Francesco Zugno. Elle est reconsacrée le 15 juin 1751. L'église et le couvent sont supprimés par les Français en 1807. De 1840 à 1855, l'église se voit dotée d'une machine à vapeur pour la minoterie installée dans le couvent. Une cheminée est installée dans le campanile. 
L'église est restaurée et rouverte en 1952.
C'est ici qu'est inhumé le bienheureux Pierre de Pise (1355-1435), fondateur de la congrégation des pauvres ermites de Saint Jérôme.